# Beutenaken

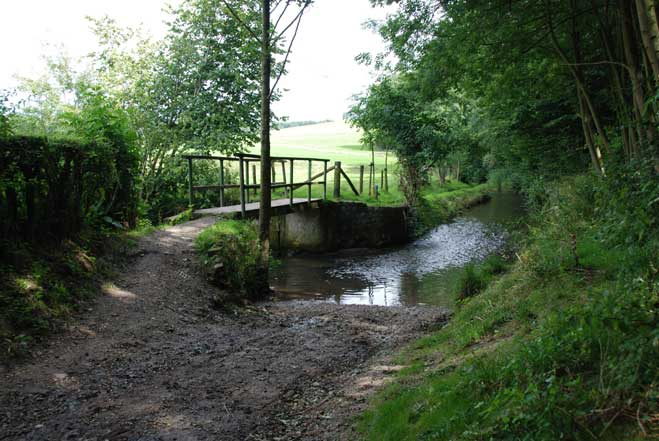
Voorde in de Gulp in Beutenaken

Beutenaken (Limburgs: Böätenake) is een buurtschap van Slenaken in de gemeente Gulpen-Wittem en ligt in het Heuvelland, in de Nederlandse provincie Limburg. Oudere namen van deze buurtschap zijn: Bottinachs, Butenacho en Butenachen. De nederzetting is gelegen in het Gulpdal en ligt in een lintbebouwing aan de weg Beutenaken tussen Waterop en Slenaken. Het riviertje de Gulp, dat een zijbeek is van de Geul, stroomt hier achter de huizen langs. Anno 2023 woonden er 40 mensen in de buurtschap. Bij het dorp horen ook de Broekhofkapel, een bidkapel van Maria uit 1880 aan de weg naar Hoogcruts en een wegkapel gewijd aan het Heilig Hart uit 1929, de Heilig-Hartkapel. Verder de carréboerderij de Helenahof en enkele vakwerkhuizen.
Aan de overzijde van de Gulp ligt in het zuidoosten het hellingbos Groote Bosch.

## Externe link

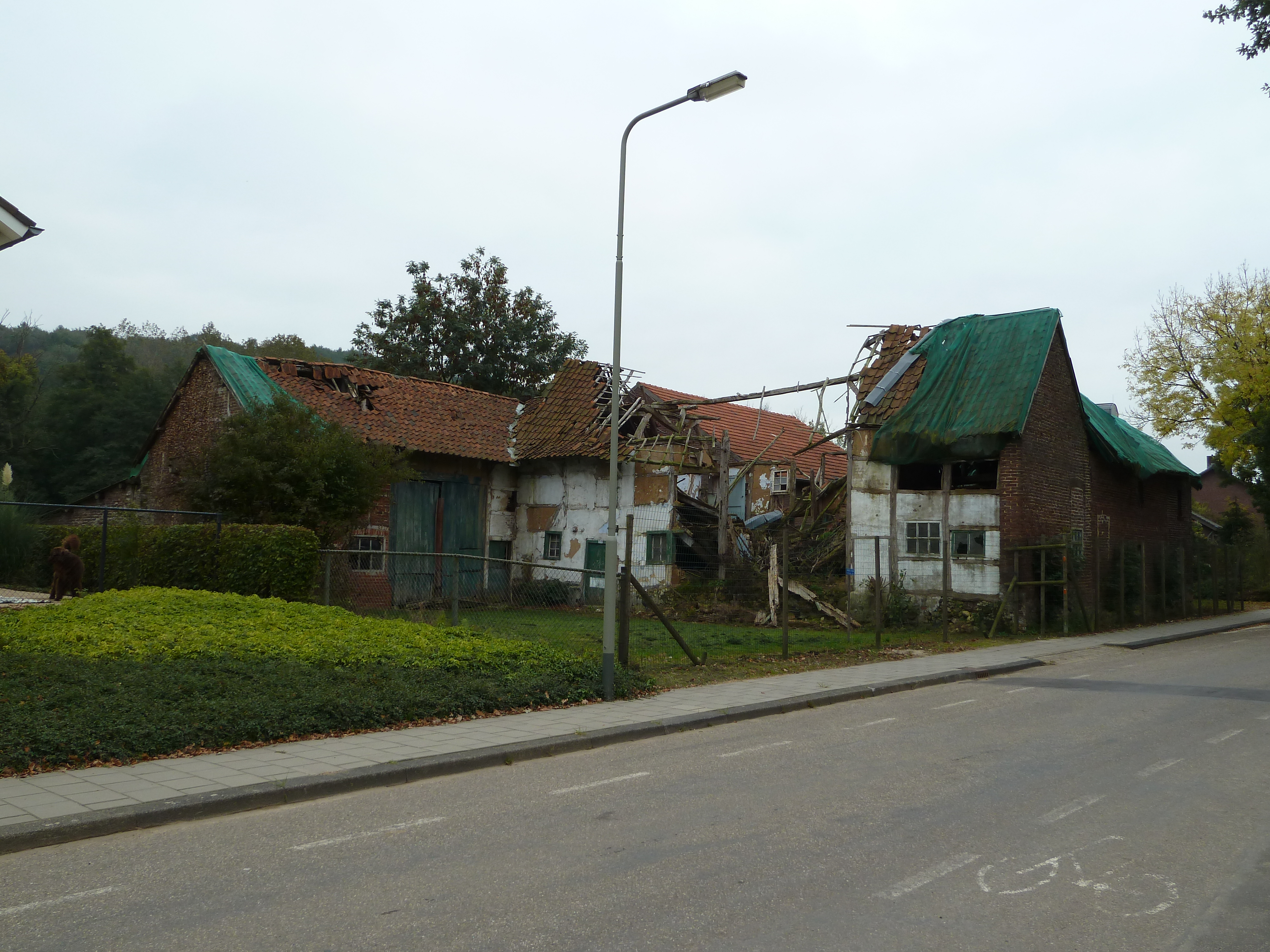
Vakwerkboerderij, een rijksmonument
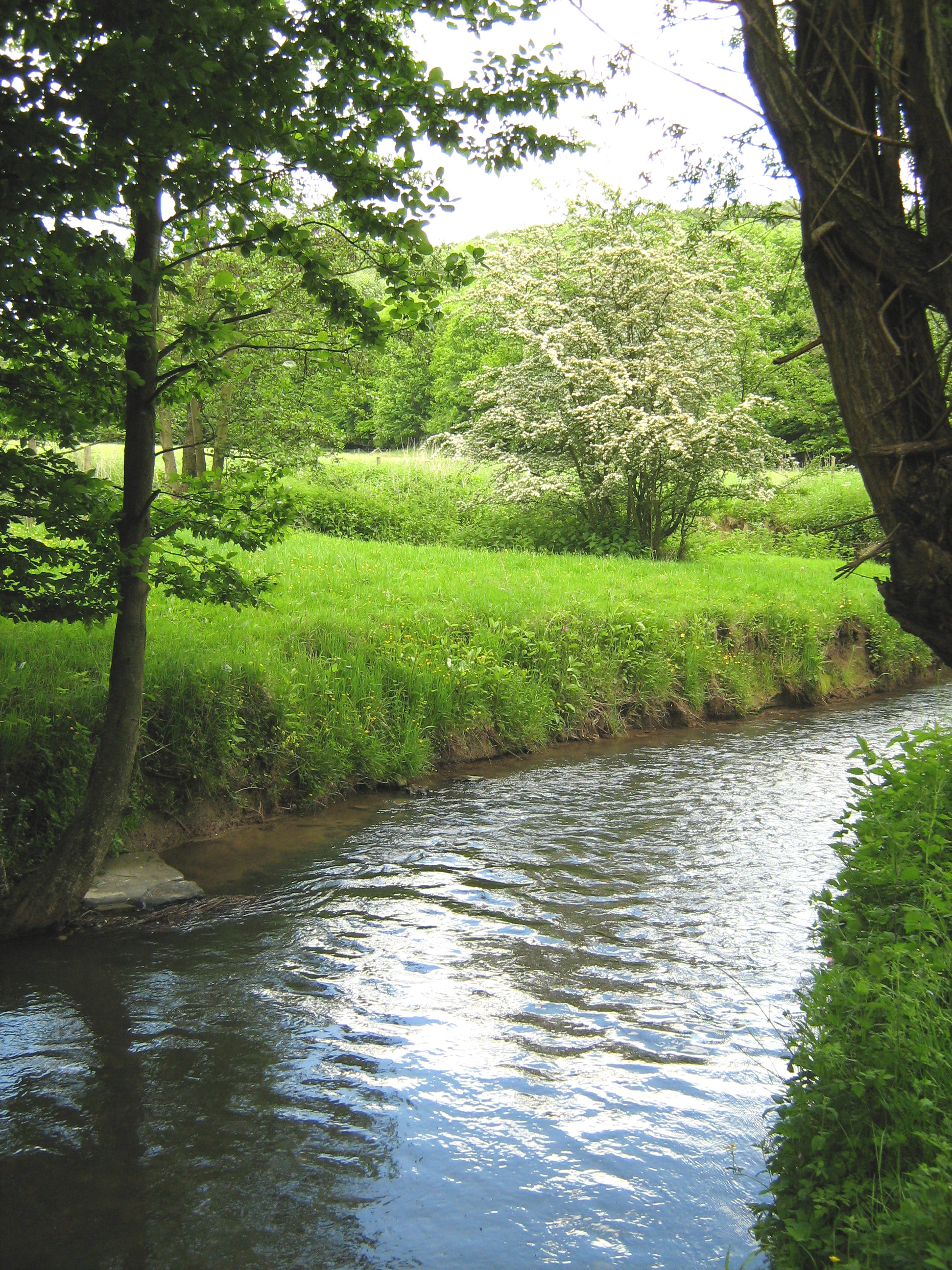
Gulp in Beutenaken
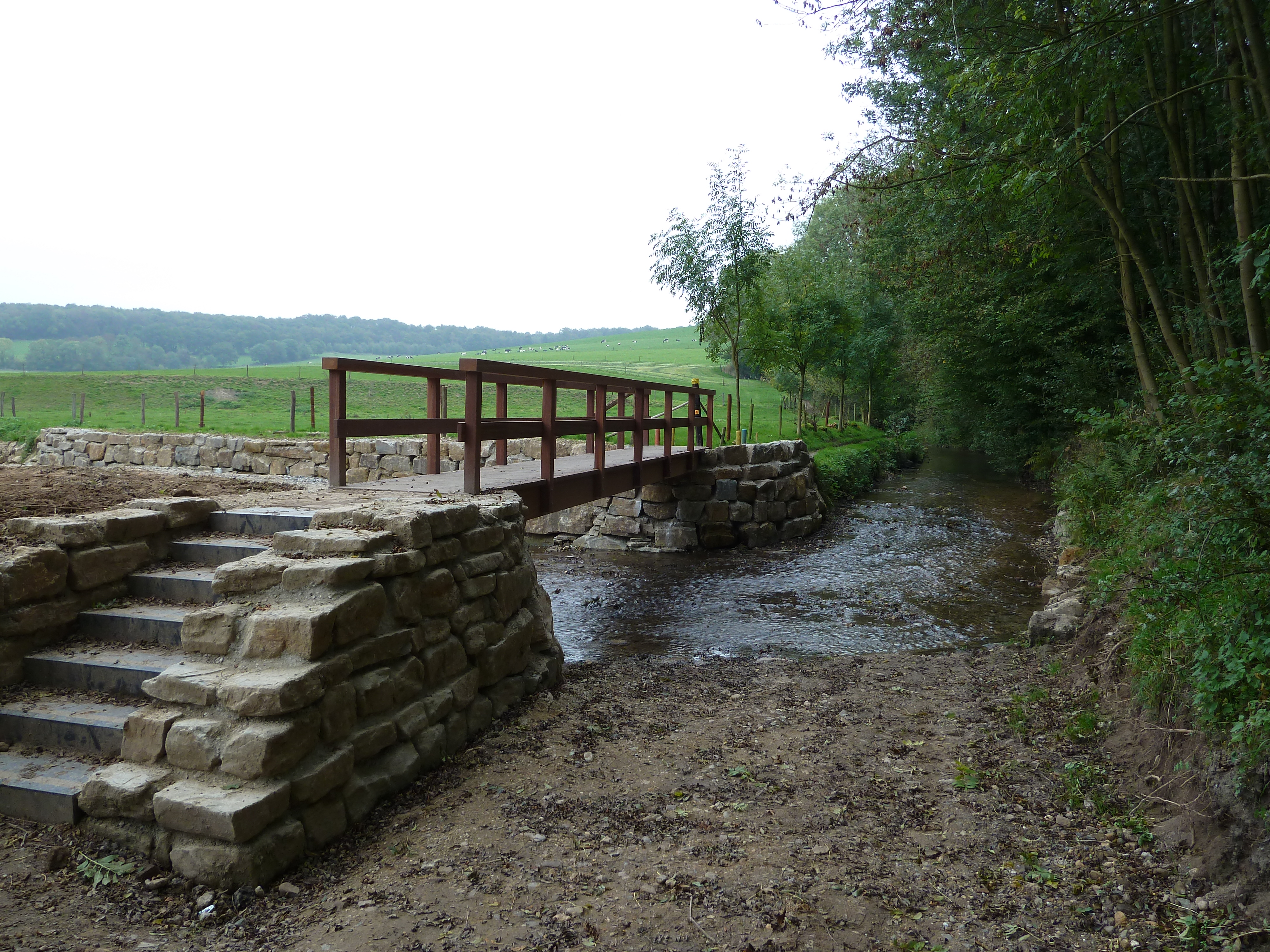
Voorde van de Gulp met de Gulpenergrensweg
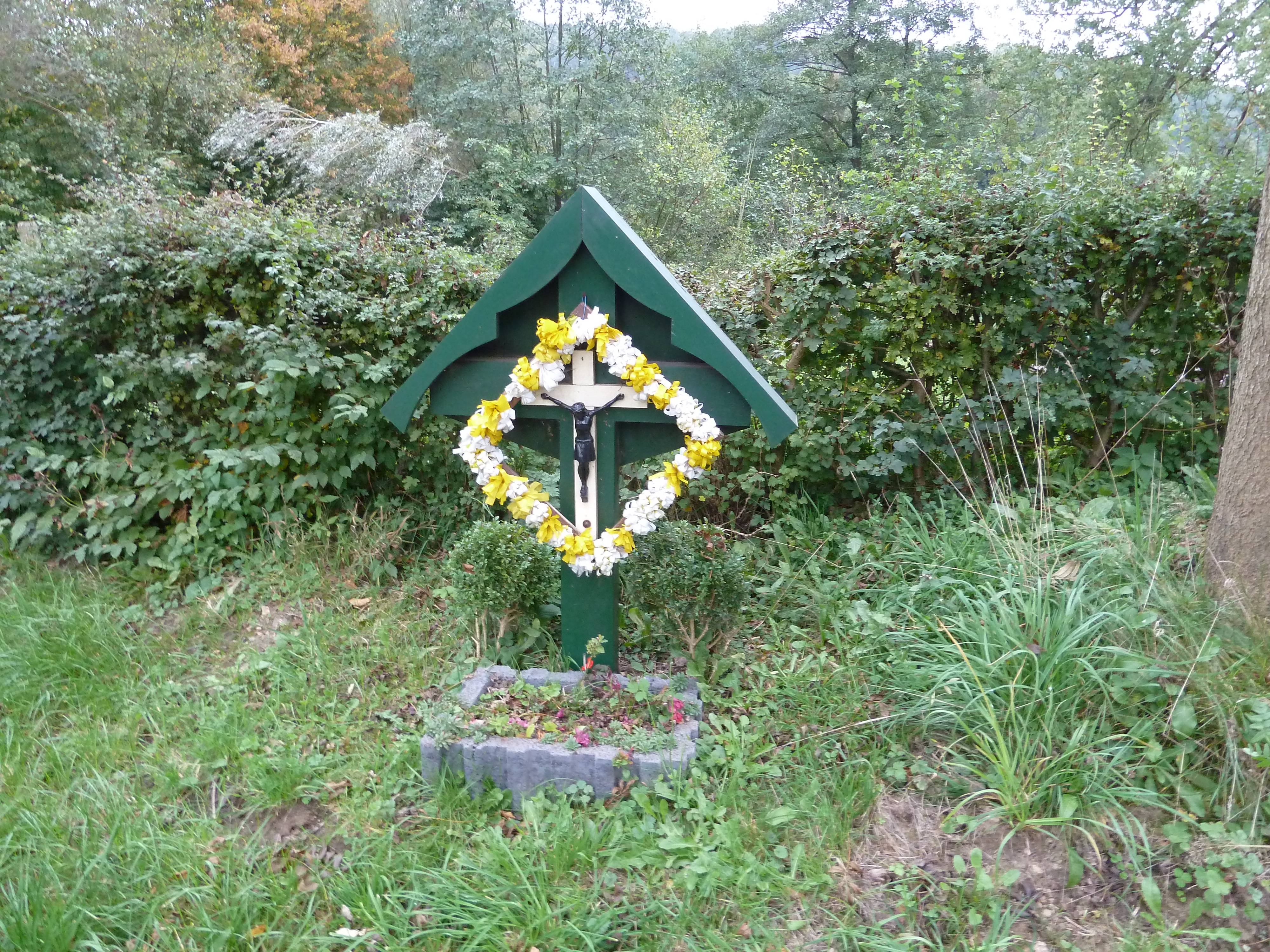
Wegkruis Beutenaken-Grote Bosweg
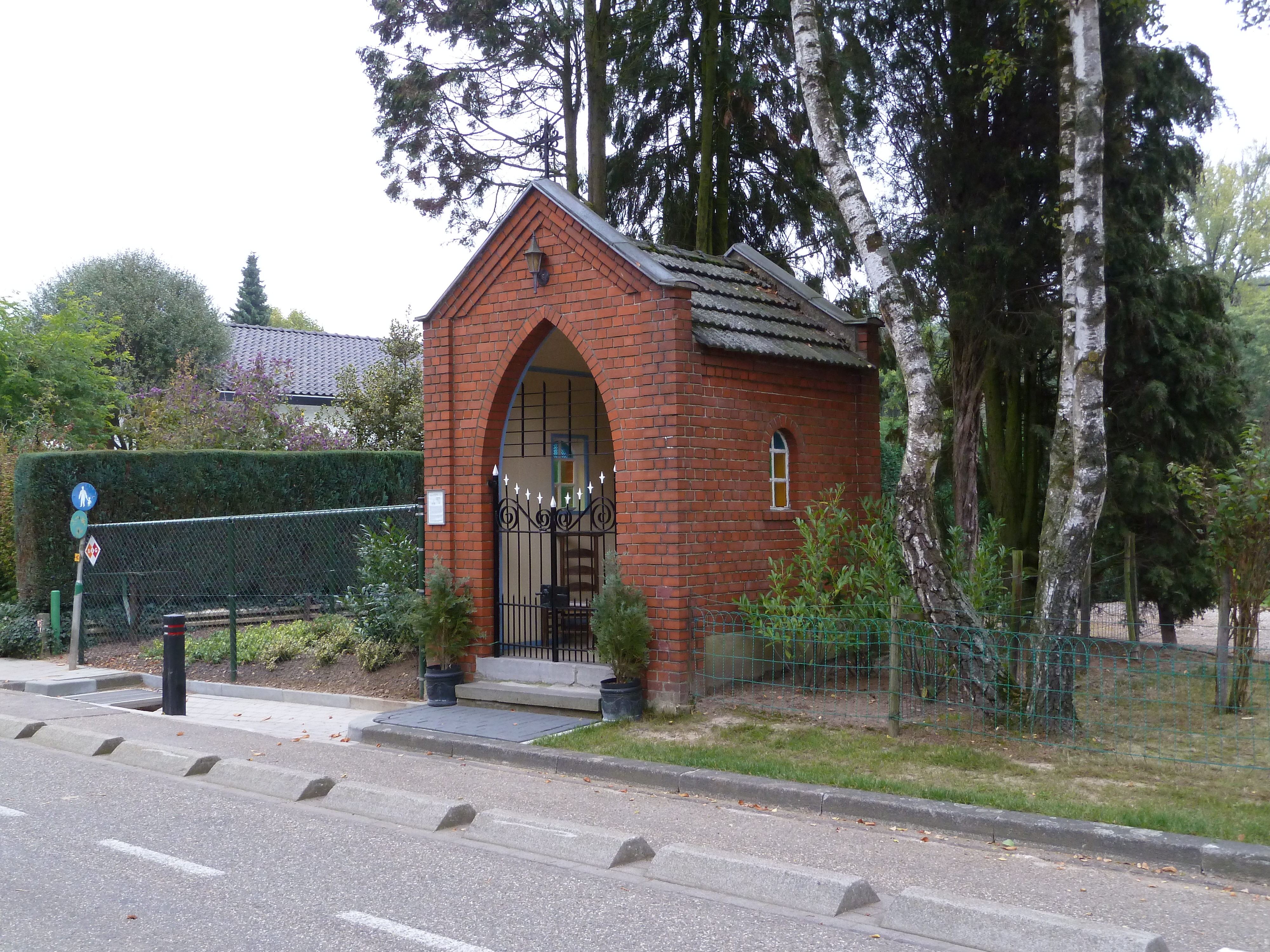
Heilig Hartkapel uit 1929
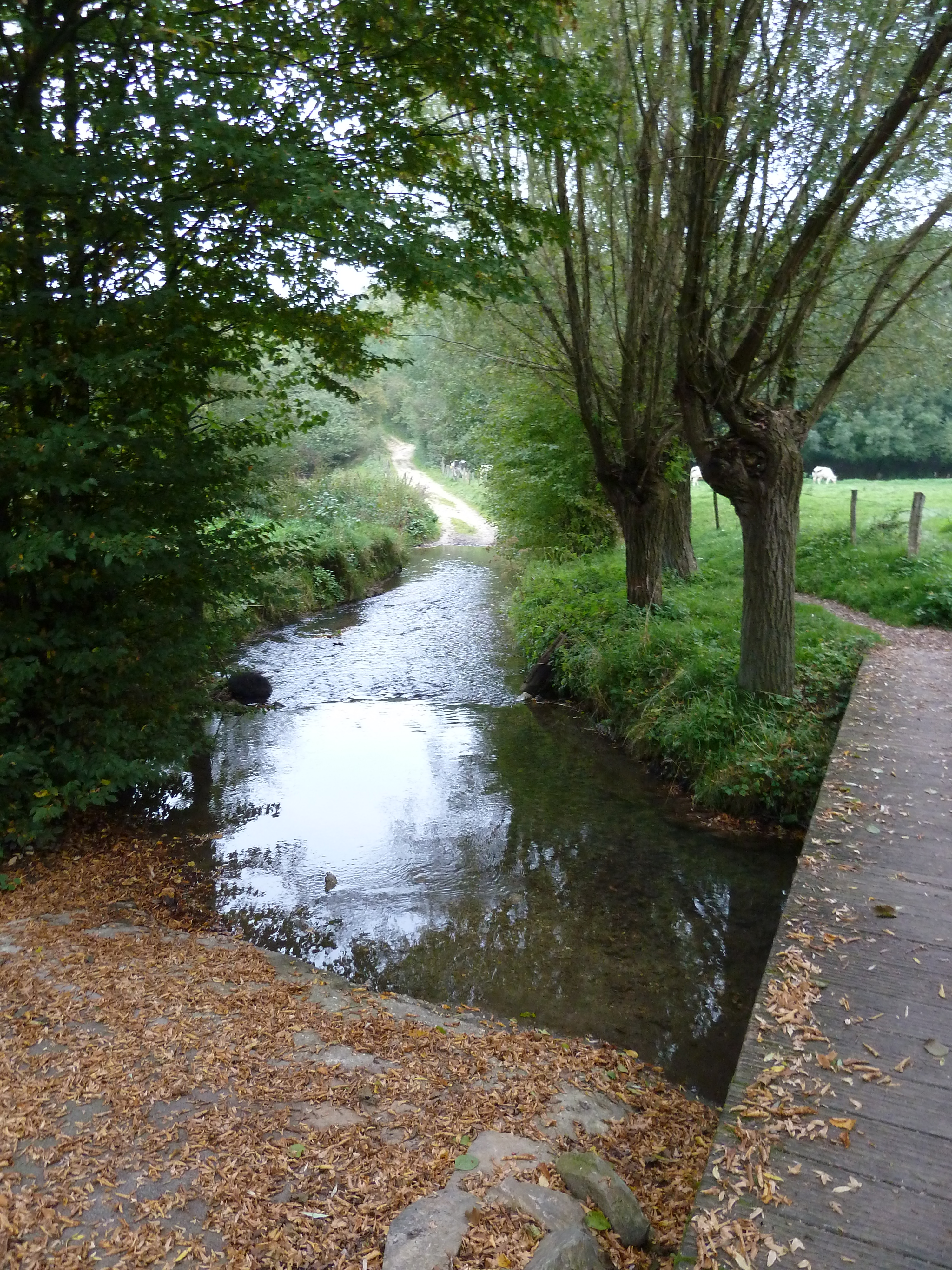
Voorde van de Gulp met de Grote Bosweg